# Prix A-Fictionados
 (juillet 2025).
Motif : Prix littéraire de science-fiction limité à la ville d'Alençon. Les sources sont très locales (spécialement Ouest France) ou alors sont des sources primaires (le site du prix).
- Archive Wikiwix
- Bing
- Cairn
- DuckDuckGo
- E. Universalis
- Gallica
- Google
- G. Books
- G. News
- G. Scholar
- Persée
- Qwant
- (zh) Baidu
- (ru) Yandex
- (wd) trouver des œuvres sur Wikidata

| 1. | Préciser le motif de la pose du bandeau. | Précisez le motif de la pose du bandeau en utilisant la syntaxe suivante : {{admissibilité à vérifier\|date=août 2025\|motif=remplacez ce texte par le motif}}                          |
| 2. | Informer les utilisateurs concernés.     | Pensez à avertir le créateur de l'article, par exemple, en insérant le code ci-dessous sur sa page de discussion : {{subst:avertissement admissibilité à vérifier\|Prix A-Fictionados}} |

Le prix A-Fictionados est décerné à une autrice ou un auteur de littérature jeunesse à la suite d'un vote d’élèves de troisième de collège, et de lycéens d’Alençon et de sa région.
Né en 2013 de l’initiative du Salon du Livre d’Alençon et de la volonté d’enseignants de développer la pratique de la lecture, il s’appuie sur la participation de la librairie Le Passage et le soutien financier du Crédit Agricole.

## Historique
En 2012, le Salon du Livre d’Alençon, qui organise déjà un prix du premier roman, le Prix Poulet-Malassis, souhaite mettre en place un prix de littérature jeunesse dont le jury serait composé d’élèves du secondaire, troisième de collège, seconde et première des lycées et lycées professionnels. Les participants sont invités à voter en mai pour leur ouvrage préféré dans une sélection de cinq ou six œuvres de fiction qui leur ont été proposées dès novembre.
Autour de la lecture, en classe entière ou en club d’élèves volontaires, s’articulent différentes activités et l’accueil d’une autrice ou d’un auteur invité,.
Les productions qui peuvent en découler alimentent un blog dédié.

## La sélection des œuvres
Les livres proposés aux élèves sont des œuvres de littérature jeunesse et plus précisément de littérature young adult francophones publiées en première édition l’année précédente, (d'octobre à octobre en réalité).
La sélection est réalisée par un comité de lecture d’une douzaine de membres, professeurs documentalistes, enseignants, bibliothécaires, libraires, pour la plupart.
La librairie Le Passage met à disposition du comité de lecture les parutions récentes correspondant à la classe d’âge et aux critères, que ces livres aient fait l’objet d’un service de presse ou non, ce qui permet que le comité de lecture ne soit pas tributaire directement des éditeurs.
Lors de ses réunions le comité de lecture écarte ou pré sélectionne les œuvres qui ont fait l’objet d’au moins trois lectures permettant de donner un avis concordant. C’est en moyenne entre 90 et 100 livres qui sont ainsi examinés chaque année.

## Les activités des élèves
Chaque établissement scolaire a toute liberté d’organiser les modalités de sa participation. Des enseignants de lettres intègrent la sélection dans leur parcours pédagogique, des CDI proposent des clubs de lecture, etc.
Des activités très diverses sont organisées autour des ouvrages : nuages de tags, écritures de suites ou de fins alternatives, conception de couvertures, mises en scène, vidéos, castings fictifs, commentaires, etc..
Mais le moment phare reste généralement la rencontre avec l’autrice ou l’auteur,,,,,,

## La remise du prix
Elle se fait normalement lors du Salon du Livre d’Alençon. Les élèves ont voté environ quinze jours auparavant par un vote électronique secret, dès lors qu’ils ont lu tous les ouvrages.
Le lauréat ou la lauréate se voit remettre un trophée original, renouvelé chaque année, réalisé par des élèves de lycée professionnel ou de SEGPA.

## Ouvrages sélectionnés par année

### 2014
Frangine, Marion Brunet. Editions Sarbacane, mars 2013. Lauréate.
Réseau(x) tome 1, Vincent Villeminot. Editions Nathan, septembre 2013.
Itawapa, Xavier-Laurent Petit. École des loisirs, janvier 2013.
Tu as toujours aimé Bob Marley, Agnès de Lestrade. Editions Sarbacane, janvier 2013.
Sept jours à l'envers, Thomas Gornet. Editions du Rouergue, août 2013.
Dent d'ours Tome 1, Alain Henriet. Editions Dupuis, mai 2013.

### 2015
Un hiver en enfer, Jo Witek. Actes sud junior. Lauréate.
Comme des images, Clémentine Beauvais. Editions Sarbacane.
Billie H., Louis Atangana. Editions du Rouergue.
Casseurs de solitude, Hélène Vignal. Editions du Rouergue.
Au moins un, Irène Cohen-Janca. Actes Sud junior.
Le muret, Fraipont & Bailly. Casterman.

### 2016
Dysfonctionnelle, Axl Cendres. Sarbacane. Lauréate,.
Ma vie à la baguette, Chloé Cattelain. Thierry Magnier.
Comme un feu furieux, Marie Chartres. École des loisirs.
La pyramide des besoins humains, Caroline Solé. École des loisirs.
Lettre à Line, Amélie Billon. Alice.
146298, Rachel Corenblit. Actes sud junior.
Undertaker tome 1 : Le mangeur d'or. Ralph Meyer / Xavier Dorison. Dargaud.

### 2017
Et mes yeux se sont fermés, Patrick Bard, Syros, août 2016. Lauréat.
Songe à la douceur, Clémentine Beauvais, Sarbacane, août 2016.
Histoire du garçon qui courait après son chien qui courait après sa balle, Hervé Giraud, Thierry Magnier, mars 2016.
Les amants du génome, Johan Heliot, Syros, juin 2016.
Ces rêves étranges qui traversent mes nuits, Stéphanie Leclerc, École des Loisirs, mars 2016.

### 2018
Je suis ton soleil, Marie Pavlenko, Flammarion jeunesse, mars 2017. Lauréate.
Rage, Orianne Charpentier, coll. "Scripto", Gallimard jeunesse, mars 2017.
Lucky Losers, Laurent Malot, coll. "Litt'", Albin Michel jeunesse, janvier 2017.
Le garçon qui courait, François-Guillaume Lorrain, coll. "Exprim'", Sarbacane, janvier 2017.
Un détective très très très spécial, Romain Puértolas, coll. "Encrage", La Joie de Lire, septembre 2017.

### 2019
Sauvages, Nathalie Bernard, Thierry Magnier, août 2018. Lauréate.
Titan noir, Florence Aubry, coll. "Doado", Rouergue jeunesse, avril 2018.
Paris est tout petit, Maïté Bernard, Syros, février 2018.
L'instant de la fracture, Antoine Dole, coll. "Ego", Talents hauts, août 2018.
Soixante-douze heures, Marie-Sophie Vermot, Thierry Magnier, février 2018.

### 2020
Félines, Stéphane Servant, coll. "Epik", Rouergue jeunesse, août 2019 . Lauréat.
La proie, Philippe Arnaud, coll. "Exprim'", Sarbacane, janvier 2019.
Et la lune, là-haut, Muriel Zürcher, Thierry Magnier, mai 2019.
L'Estrange Malaventure de Mirella, Flore Vesco, coll. "Médium+", École de Loisirs, avril 2019.
Sans foi ni loi, Marion Brunet, Pocket jeunesse, septembre 2019.

### 2021
Les enfants des Feuillantines, Célia Garino, coll. « Exprim’ », Sarbacane, mai 2020. Lauréate.
Son héroïne, Séverine Vidal, coll. « Court toujours », Nathan, septembre 2020.
La Sans visage, Louise Mey, coll. « Médium » École des loisirs, juin 2020.
Août 61, Sarah Cohen-Scali, Albin Michel, octobre 2019.
Alma Le vent se lève, Timothée de Fombelle, Gallimard-jeunesse, juin 2020.

### 2022
Félicratie, H. Lenoir, coll. « Exprim », Sarbacane, mars 2021. Lauréate,.
Passé minuit, Emmanuelle Cosso, coll. «Exprim' », Sarbacane, 2021.
Angie, Marie-Aude, Lorris Murail, coll. « Médium + », École des loisirs, avril 2021.
Parler comme tu respires, Isabelle Pandazopoulos, Rageot, janvier 2021.
Le syndrome du spaghetti, Marie Vareille, Pocket jeunesse, octobre 2021.

### 2023
Et le ciel se voila de fureur, Taï-Marc Le Thanh, École des loisirs, janvier 2022. Lauréat.
Doux mots dits, Clou Rageot, avril 2022.
La-gueule-du-Loup, Eric Pessan, École des loisirs, septembre 2021.
Les histoires ça ne devrait jamais finir, Esmé Planchon, Bayard, mars 2022.
Les histoires des autres, Muriel Zürcher, Thierry Magnier, mai 2022.

### 2024
Apitoxine, Mélody Gornet, Thierry Magnier, mars 2023. Lauréate,
Homère in the city, Cécile Alix, Casterman, octobre 2022.
Griffes, Malika Ferdjoukh, École des loisirs, novembre 2022.
Histoire de la fille qui ne voulait tuer personne, Jérôme Leroy, Syros, août 2023.
Le souffle du puma, Laurine Roux, École des loisirs, mai 2023.

### 2025
Sorry Mom, Sylvie Allouche, Syros, mars 2024. Lauréate.
La danse sauvage d'Harmony Stark, Sigrid Baffert et Jean-Michel Payet, École des Loisirs, mai 2024.
Comme une famille : La saga des Diangello, Rachel Corenblit, Nathan, août 2023.
Trois fois rien (ça fait toujours rien), Julien Dufresne-Lamy, Actes Sud, août 2023.
Règne animal : quatre héros, quatre animaux, un monde en ruine, Adrien Thomas, Rageot, octobre 2023.